# Haut-Rhin
Pour les articles homonymes, voir Rhin (homonymie).
Pour l’article ayant un titre homophone, voir Orin.
Le Haut-Rhin (/o.ʁɛ̃/,
est un département français. C'est une circonscription administrative, territoire de compétence de services de l'État, dont la préfecture est située à Colmar.
Le Haut-Rhin était également une collectivité territoriale, à savoir une personne morale de droit public différente de l'État, investie d'une mission d'intérêt général concernant le département, compris en tant que territoire. Le 1er janvier 2021, cette collectivité a fusionné avec le Bas-Rhin pour former la collectivité européenne d'Alsace.
Ses habitants sont appelés les Haut-Rhinois. L'Insee et La Poste lui attribuent le code 68. Le département est frontalier avec l'Allemagne et la Suisse.
Sur le plan démographique et économique, le Haut-Rhin est dominé par l'agglomération mulhousienne : 40 % de la population haut-rhinoise vit dans l'aire urbaine de Mulhouse tandis que la zone d'emploi de Mulhouse couvre 431 337 habitants soit 57 % de la population du département.
Le Haut-Rhin occupe la partie méridionale de l'Alsace. La majeure partie du département est située dans la plaine d'Alsace, sur toute la partie est, avec les régions naturelles du Ried dans le nord-est et la Hardt dans le sud-est. Dans l'ouest s'étendent les Hautes-Vosges, tandis que le Sundgau et le Jura alsacien se trouvent au sud.
L'acte III de la décentralisation, qui comprend aussi une loi d'affirmation des métropoles, permet désormais à la plus grande intercommunalité haut-rhinoise, Mulhouse Alsace Agglomération, d'adopter le statut de communauté urbaine. Forte de 264 723 habitants, la métropole haut-rhinoise est la 3e intercommunalité la plus peuplée du Grand Est, derrière l'Eurométropole de Strasbourg et la communauté urbaine du Grand Reims mais devant la métropole du Grand Nancy et Metz Métropole.

## Géographie

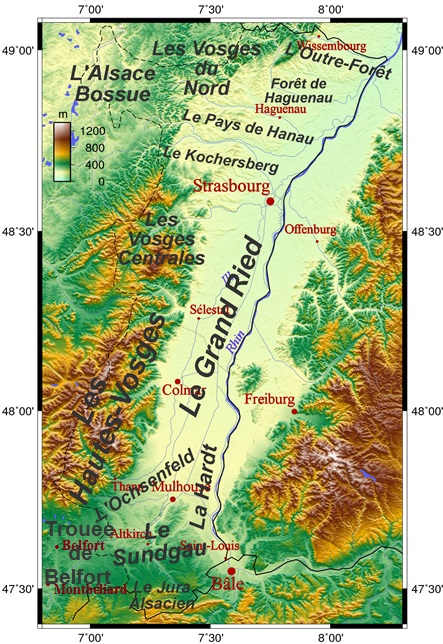
Les différentes régions naturelles de l'Alsace.

D'une superficie de 3 525,17 km2, le département du Haut-Rhin fait partie de la région Grand Est.
Il est limitrophe des départements du Bas-Rhin, des Vosges et du Territoire de Belfort. Il partage 66,44 kilomètres de frontières avec l'Allemagne à l'est (land du Bade-Wurtemberg), le long du Rhin, et 78,37 km avec la Suisse au sud (cantons du Jura, de Soleure, de Bâle-Campagne et de Bâle-Ville). Le point culminant du Haut-Rhin est le Grand Ballon, point culminant du massif des Vosges à 1 424 m d'altitude ; et le point le plus bas à 179 m, le long du Rhin.
Le département est d'année en année de plus en plus fortement atteint par la sécheresse qui entraîne la perte de milliers d'arbres tous les ans. Elle a ainsi touché 40 % des terres alsaciennes en 2018, contre une normale décennale de 15 %.

Paysages du Haut-Rhin :
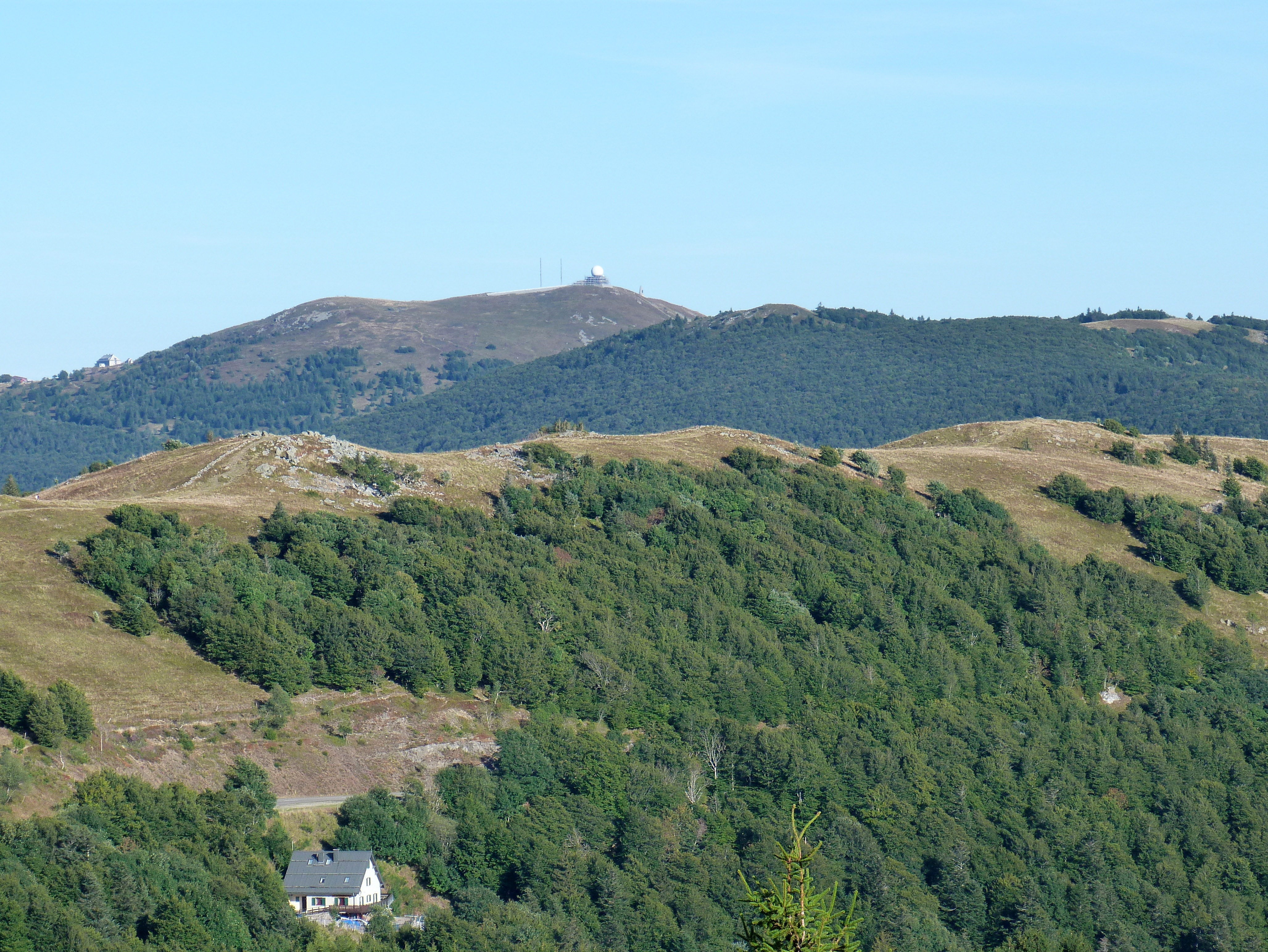
Vue sur la crête des Vosges, dominée par le Grand Ballon, à l'ouest.
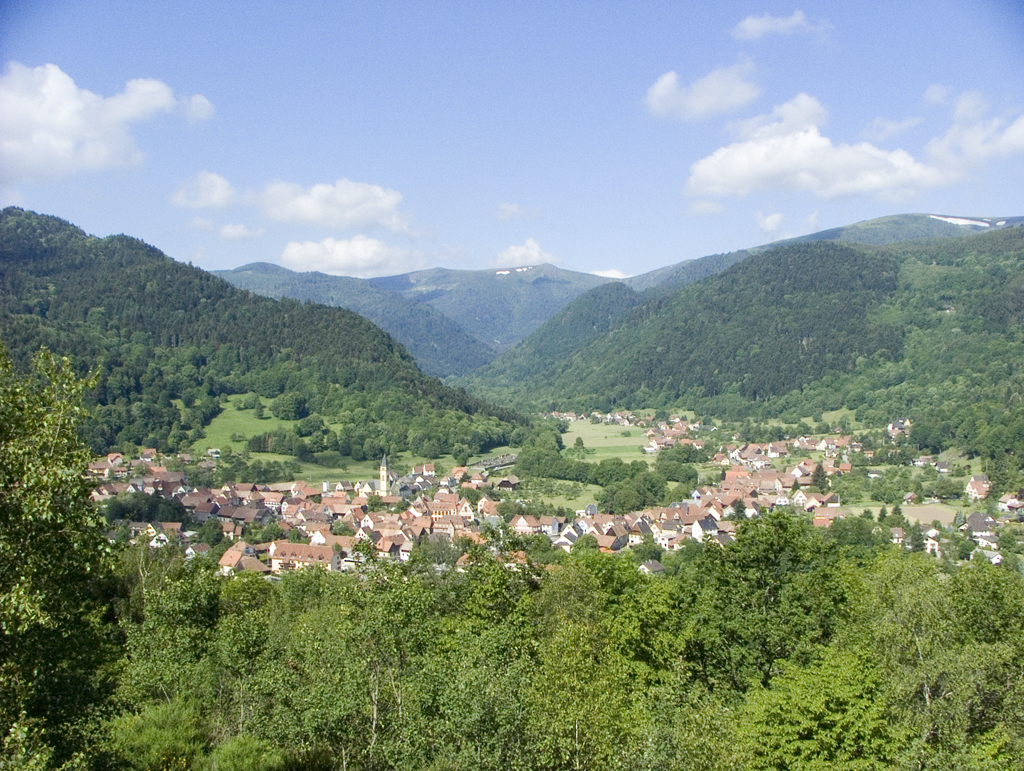
Metzeral, à l'ouest.
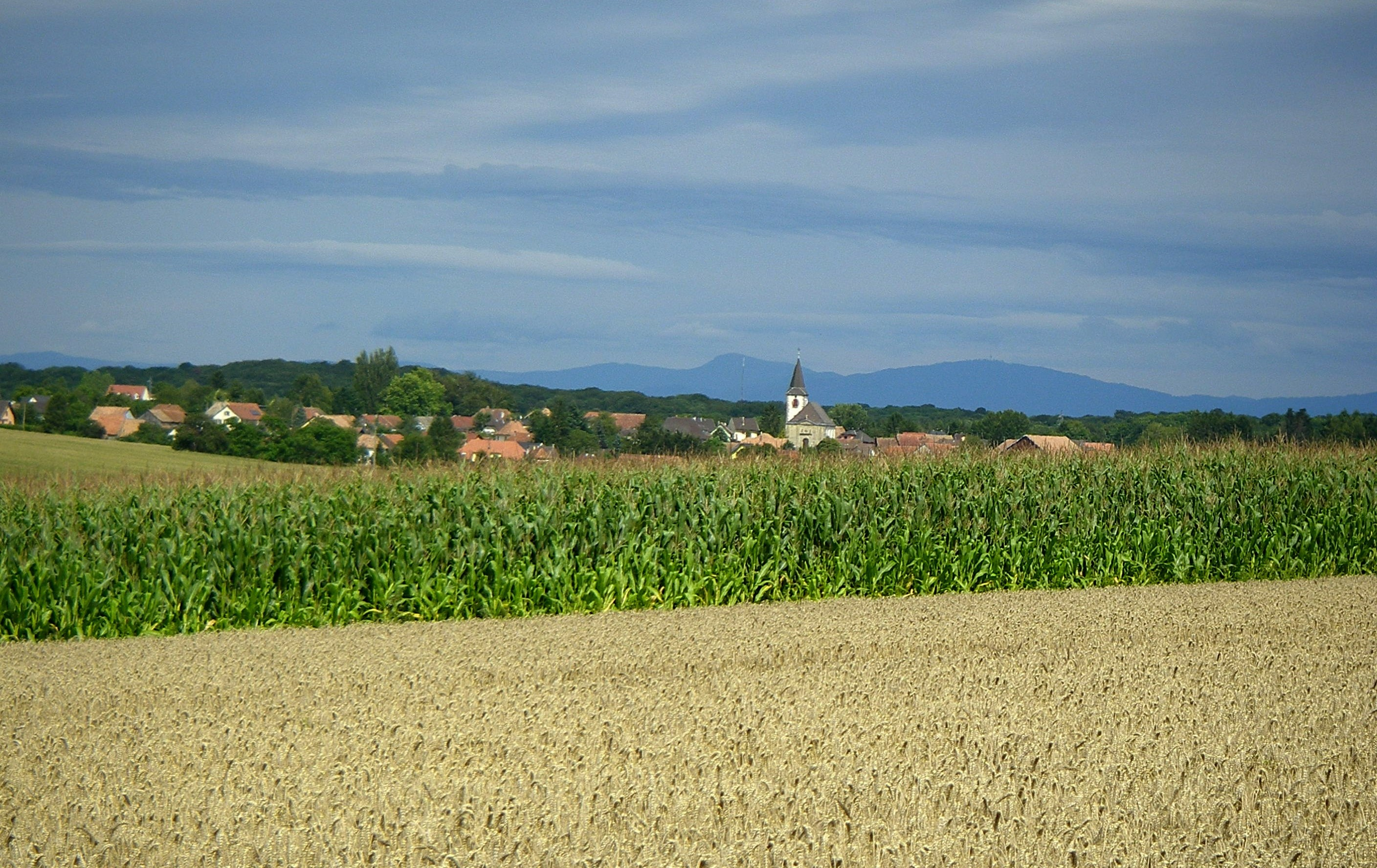
Paysage du Sundgau, autour de Galfingue au centre-sud (au fond, la Forêt-Noire).

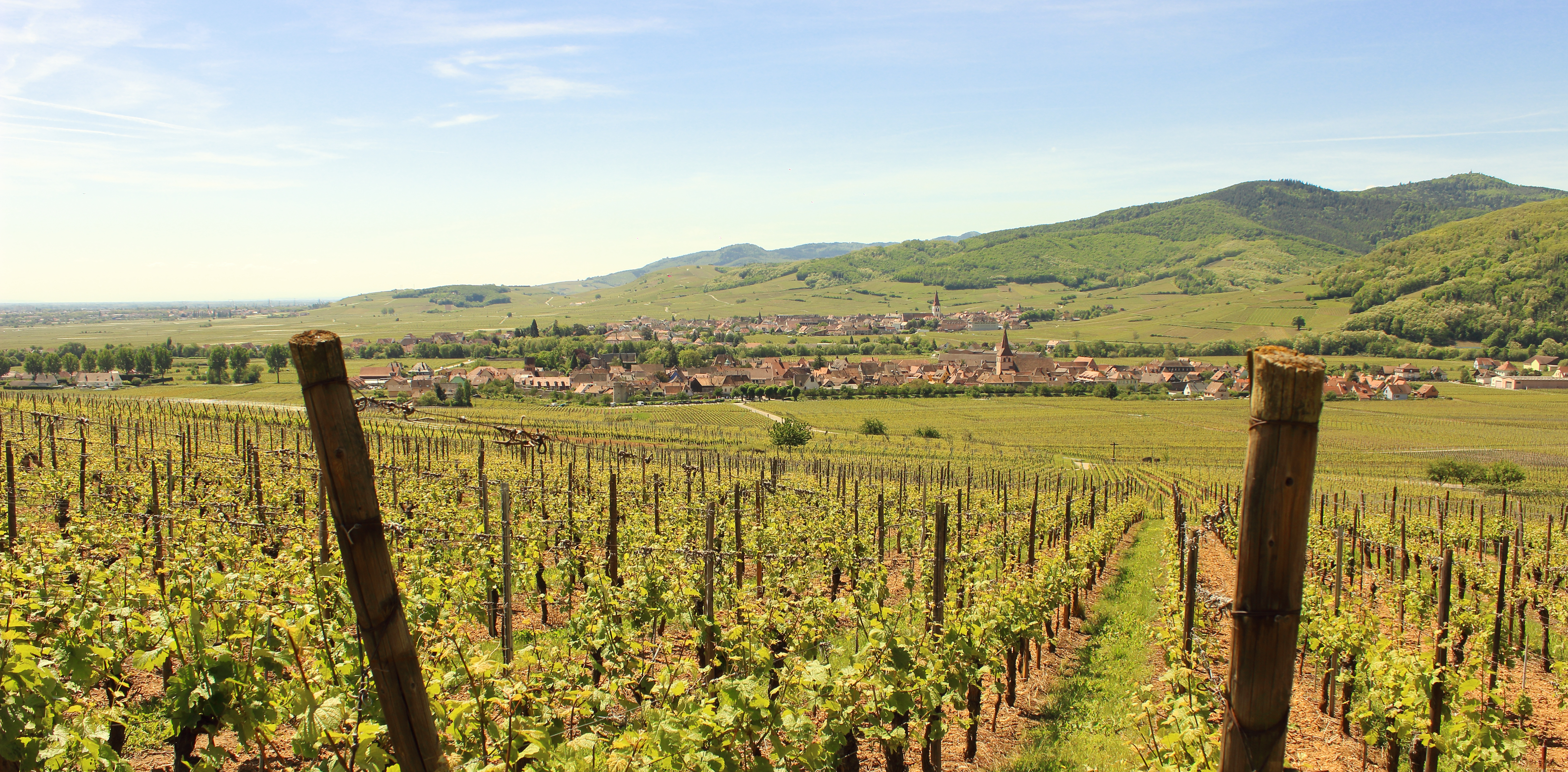
Vignobles de Kientzheim, au nord.
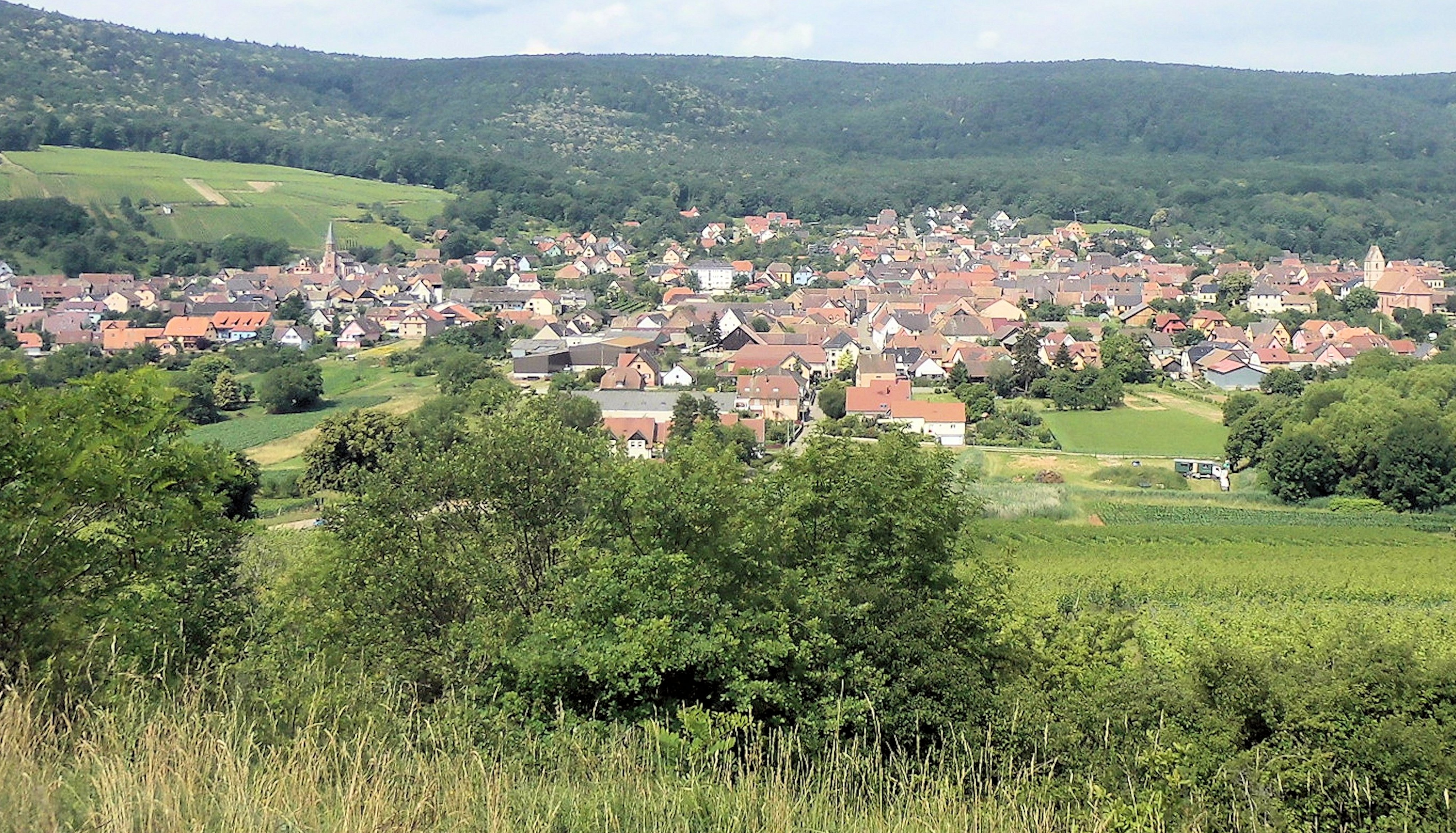
Vue d'Orschwihr depuis la colline du Bollenberg

### Climat
Le climat du Haut-Rhin est de type semi-continental ou montagnard, marqué par des hivers froids et secs et des étés chauds et orageux, du fait de la protection occidentale qu'offrent les Vosges. Cette protection, illustration de l'effet de fœhn, a notamment pour conséquence que la région de Colmar est l'une des plus sèches de France (faiblesse des précipitations). Le Sundgau est bien plus humide, situé face à la trouée de Belfort, n'étant pas protégé par les Vosges. Son climat est de ce fait plus proche de celui de la Franche-Comté (voir : climat du Territoire de Belfort).
Le Massif des Vosges est généralement enneigé de décembre à début avril.
Les grisailles et les brumes étant moins persistantes durant les mois d'hivers que dans le Bas-Rhin, ce département bénéficie d'un ensoleillement plus important, propice notamment au développement de son vignoble. Les sommets du département profite aussi d'un temps plus ensoleillé l'hiver que ceux du Bas-Rhin car d'altitude plus élevée. Les Hautes-Vosges dispose de stations de ski, comme le Grand Ballon, le Hohneck ou le Markstein. 

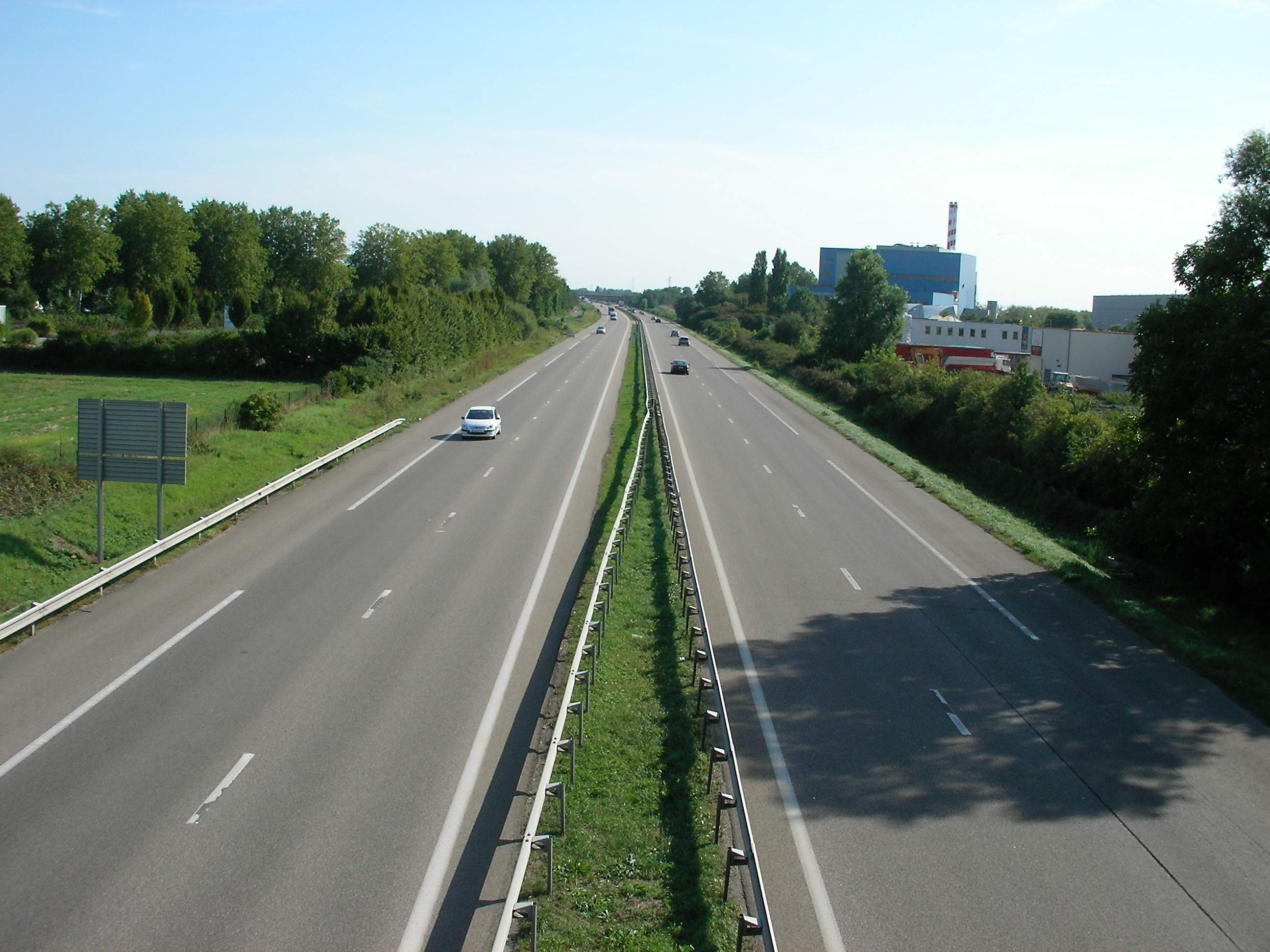
Autoroute A35 à Colmar.

### Voies de communication et transport

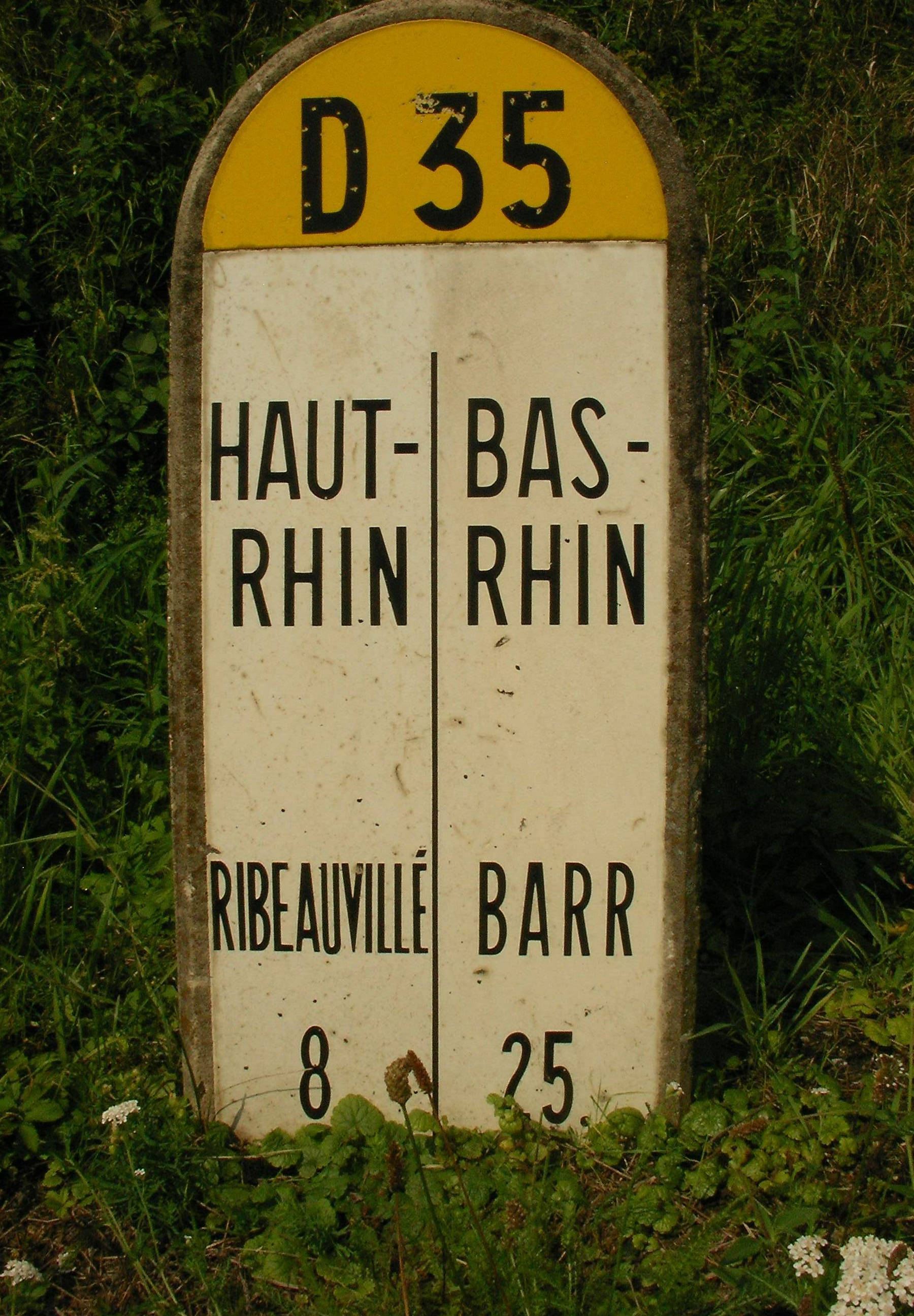
Borne délimitant les deux départements alsaciens sur la D35 entre Saint-Hippolyte (Haut-Rhin) et Orschwiller (Bas-Rhin).

Les transports dans le Haut-Rhin sont principalement axés sur l'axe nord-sud de l'Alsace. Les axes majeurs sont principalement situés en plaine.
Les principales voies de communications dans le Haut-Rhin :
- l'autoroute A35 (l'autoroute des cigognes) de Saint-Louis à Houssen  ;
- l'autoroute A36 (la Comtoise) du  péage de Fontaine-Larivière à Ottmarsheim ;
- la route nationale N 66 du col du Bussang à Morschwiller-le-Bas ;
- la route nationale N 59 de Lièpvre à Sainte-Marie-aux-Mines ;
- la route nationale N 159 de Sainte-Marie-aux-Mines au tunnel Maurice-Lemaire ;
- la route départementale et nationale D 83 - N 83 de Burnhaupt-le-Haut à Guémar ;
- la route départementale D 430 (la route du Florival) de Guebwiller à Mulhouse.

## Histoire
Le département a été créé à la Révolution française, le 4 mars 1790 en application de la loi du 22 décembre 1789 et du décret du 8 janvier 1790, à partir de la moitié sud de la province d'Alsace (Haute-Alsace).

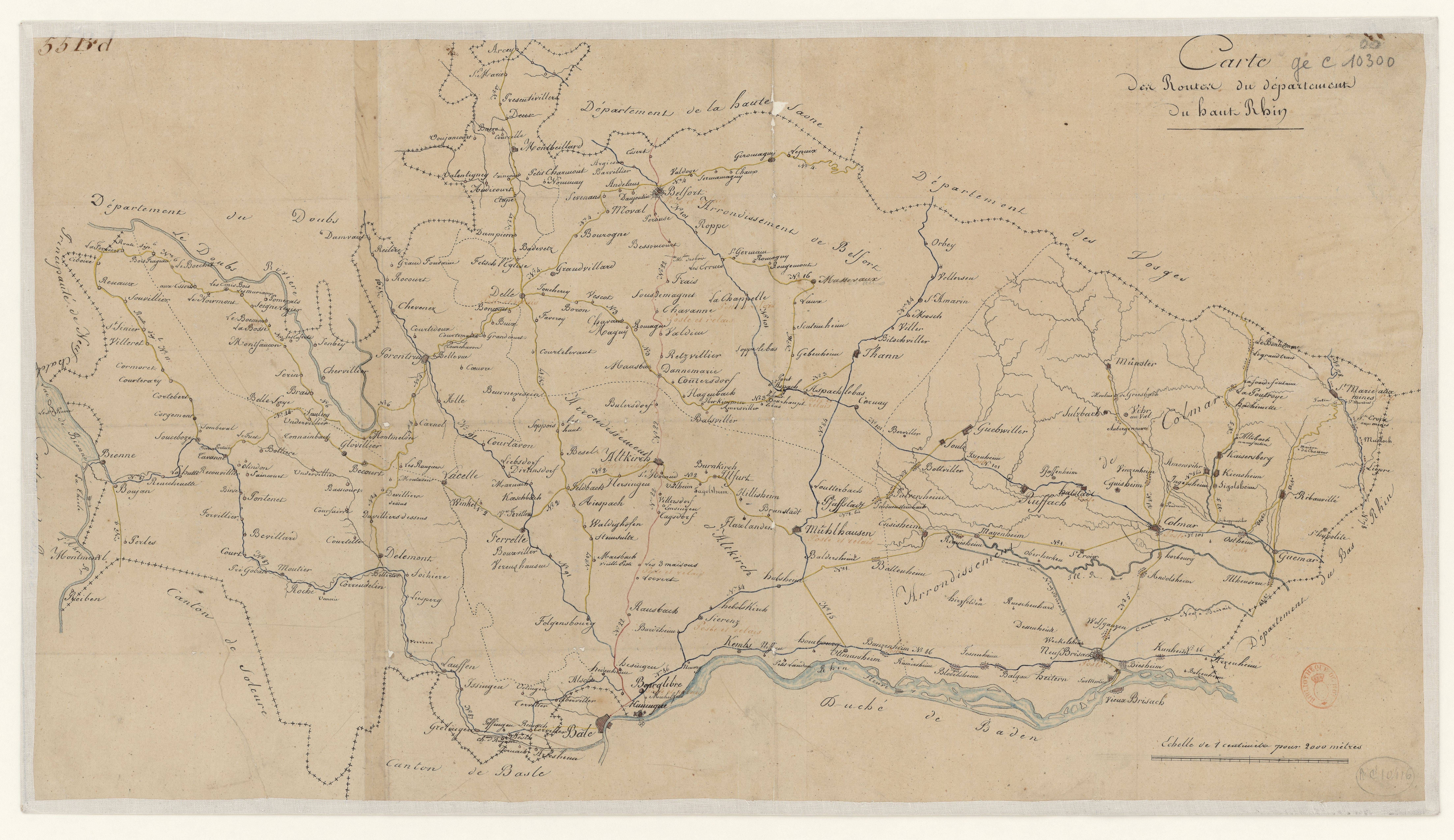
Carte des routes du département du Haut-Rhin - 1810s

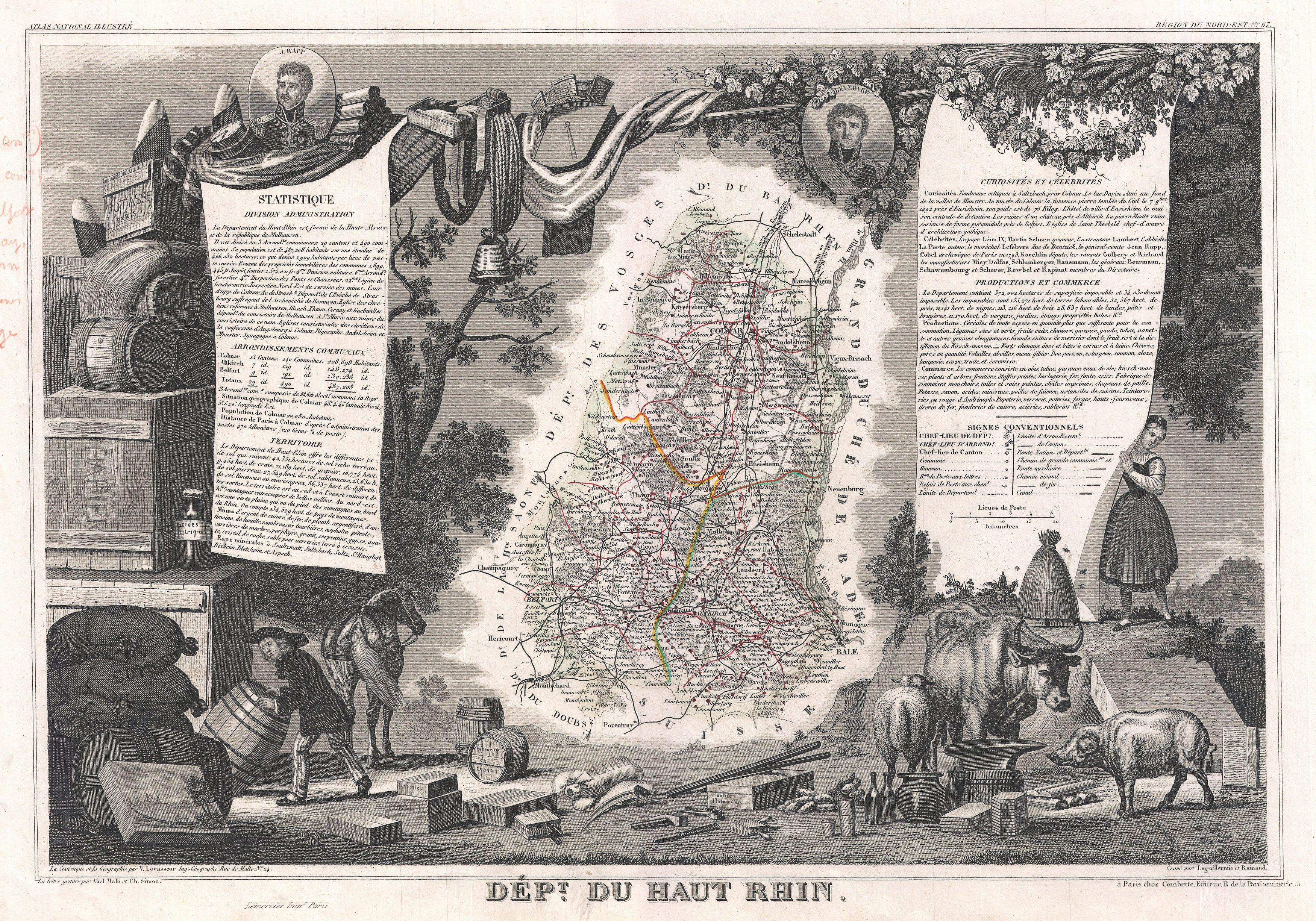
1852.

Ses limites furent modifiées plusieurs fois :
- en 1790, il comprenait les districts de Colmar, Altkirch et Belfort.
- en 1795, après la disparition des districts, il est composé des cantons d'Altkirch, Ammerschwihr, Belfort, Colmar, Dannemarie, Delle, Eguisheim, Ensisheim, Fontaine, Giromagny, Habsheim, Hirsingue, Horbourg, Huningue, Landser, Lutterbach, Sainte-Marie-aux-Mines, Masevaux, Munster, Neuf-Brisach, Ferrette, Ribeauvillé, Riquewihr, Rouffach, Saint-Amarin, Sainte-Croix-aux-Mines, Lapoutroie, Cernay, Soultz, Thann et Turckheim.
- en 1798, il absorba la République de Mulhouse et les dernières enclaves suisses au sud.
- en 1800, il absorba entièrement le département du Mont-Terrible ; création des cinq arrondissements de Colmar, Altkirch, Belfort, Delémont et Porrentruy.
- en 1814, il perd les territoires qui avaient fait partie du Mont-Terrible, rendus à la Suisse, sauf l'ancienne principauté de Montbéliard (qui formait à l'époque 2 cantons, Audincourt et Montbéliard). De plus, après la victoire des coalisés à la bataille de Waterloo (18 juin 1815), le département est occupé par les troupes badoises et saxonnes de juin 1815 à novembre 1818 (voir occupation de la France à la fin du Premier Empire).
- en 1816, il perd les communes d'Abbévillers, Aibre, Allenjoie, Allondans, Arbouans, Audincourt, Badevel, Bart, Bavans, Bethoncourt, Bretigney, Brognard, Courcelles-lès-Montbéliard, Couthenans, Dambenois, Dampierre-les-Bois, Dasle, Désandans, Dung, Étouvans, Étupes, Exincourt, Fesches-le-Châtel, Grand-Charmont, Issans, Laire, Mandeure, Montbéliard, Nommay, Présentevillers, Raynans, Sainte-Marie, Sainte-Suzanne, Saint-Julien-lès-Montbéliard, Semondans, Sochaux, Taillecourt, Valentigney, Le Vernoy, Vieux-Charmont et Voujeaucourt, rattachées au Doubs.

Évolution des frontières départementales depuis 1871.

- en 1871, il est en grande partie annexé par l'Empire allemand (traité de Francfort) et devient le « Bezirk Oberelsass » (District de Haute-Alsace) au sein du « Reichsland Elsaß-Lothringen » (territoire impérial d’Alsace-Lorraine). La partie restée française forme alors l’arrondissement subsistant du Haut-Rhin avec pour chef-lieu Belfort.
- en 1919, il redevient français (traité de Versailles) ; le Territoire de Belfort demeure séparé avant d'être érigé en 1922 en département distinct.
- De 1940 à 1944, le Bezirk Oberelsass est rétabli pendant l'occupation allemande ;
- en 1956, le Haut-Rhin est rattaché à la région Alsace.
- le 7 avril 2013, une consultation référendaire est organisée au sujet de l'éventuelle création d'une collectivité territoriale unique en Alsace par fusion de la région Alsace et des deux départements du Haut-Rhin et du Bas-Rhin. Les électeurs haut-rhinois repoussent cette éventualité à 55,74 % des suffrages exprimés.
- 1er janvier 2021 : le Bas-Rhin et le Haut-Rhin fusionnent au sein de la collectivité européenne d'Alsace. Les deux circonscriptions administratives et leurs préfectures sont néanmoins maintenues.

## Emblèmes

### Blason
| Blason | Blasonnement : De gueules à la bande d'or accompagnée de six couronnes du même, trois en chef et trois renversées en pointe. Commentaires : Le blason du Haut-Rhin est aux armes du landgraviat de la Haute-Alsace qui devint propriété de la maison de Habsbourg en 1130. Le choix des couronnes comme meubles, qui date de 1418, traduit les aspirations des Habsbourg à la royauté et s'inspire sans doute des couronnes des rois mages dont le culte était répandu dans la vallée du Rhin. |

## Politique et administration

### Politique

#### Tendances politiques

Résultats du premier tour de l'élection présidentielle française de 2012 dans le Haut-Rhin :
François Hollande (PS)
Nicolas Sarkozy (UMP)
Marine Le Pen (FN)

Le Haut-Rhin, au même titre que l'Alsace en général, est un bastion de la droite.

### Administration

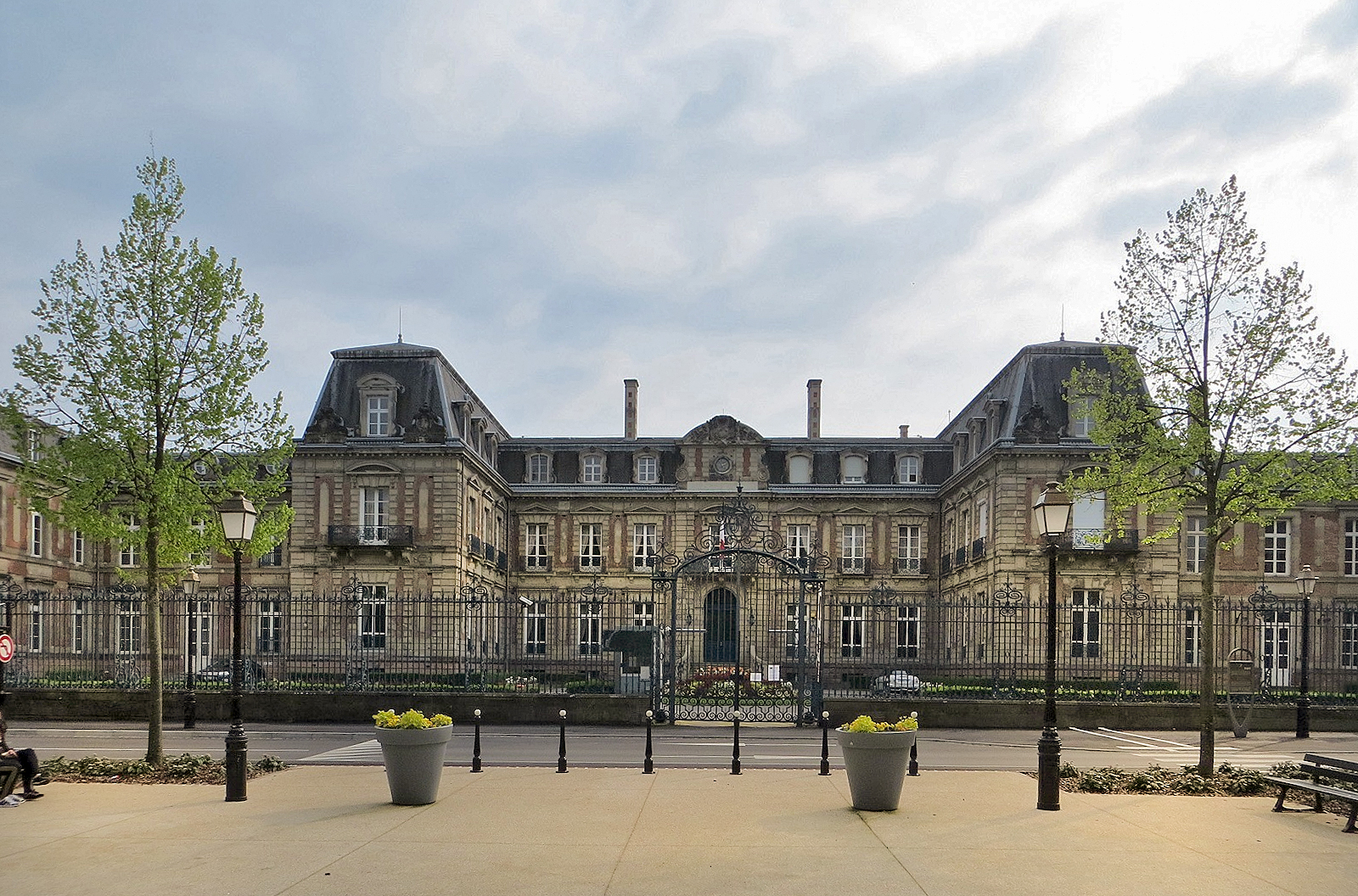
Préfecture du Haut-Rhin à Colmar.

Le Haut-Rhin, placé sous l'autorité du préfet du Haut-Rhin, siégeant à l'Hôtel de préfecture du Haut-Rhin à Colmar, est subdivisé en quatre arrondissements, chacun placé sous l'autorité d'un sous-préfet, siégeant au chef-lieu.
Les arrondissements du Haut-Rhin, à savoir ceux d'Altkirch, de Colmar-Ribeauvillé, de Mulhouse et de Thann-Guebwiller, sont subdivisés en 17 cantons, eux-mêmes subdivisés en 366 communes.
Ces dernières, ayant à leur tête un maire, sont, pour la plupart, regroupées dans des intercommunalités (intercommunalités du Haut-Rhin) et/ou dans des Pays LOADDT (Liste des pays d'Alsace), ayant à leur tête un président.
La politique des communes est menée par des conseils municipaux, avec à leur tête un maire, et celle des intercommunalités par des conseils communautaires, avec à leur tête un président.
Depuis le 1er janvier 2021, le conseil départemental du Haut-Rhin fusionne avec le Conseil départemental du Bas-Rhin pour former un Conseil départemental unique (Assemblée d'Alsace) sein de la Collectivité européenne d'Alsace.
Depuis la loi n° 2015-29 du 16 janvier 2015, le Département est représenté au sein de la région Grand Est. 
Il est aussi représenté au Parlement par 4 sénateurs (sénateurs du Haut-Rhin) ainsi que par 6 députés (députés du Haut-Rhin), élus dans les 6 circonscriptions législatives du département (circonscriptions législatives du Haut-Rhin).

## Démographie

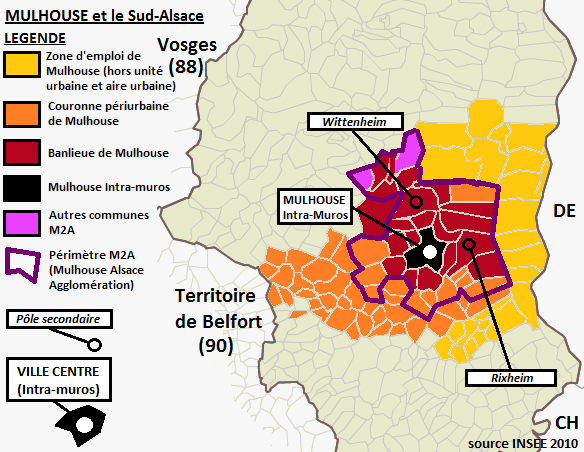
Mulhouse : superposition de la Couronne périurbaine, de la banlieue, de la zone d'emploi et du périmètre de Mulhouse Alsace Agglomération.

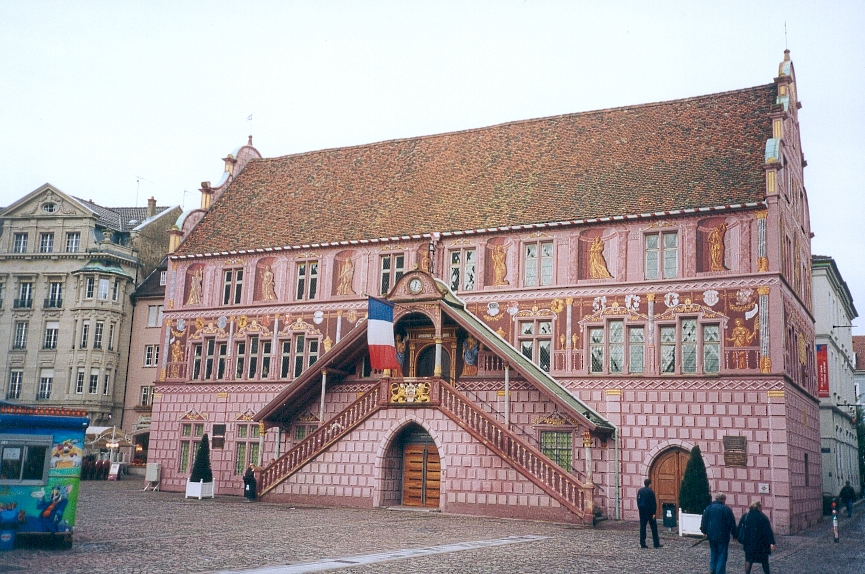
Hôtel de ville de Mulhouse.

Les habitants du Haut-Rhin sont appelés les Haut-Rhinois.

En 2022, le département comptait 767 800 habitants, en évolution de +0,66 % par rapport à 2016 (France hors Mayotte : +2,11 %).
| 1791 | 1801    | 1806    | 1821 | 1826 | 1831    | 1836    | 1841    | 1846 |
| ---- | ------- | ------- | ---- | ---- | ------- | ------- | ------- | ---- |
| -    | 303 663 | 414 265 | -    | -    | 424 258 | 447 109 | 464 775 | -    |

| 1851    | 1856    | 1861    | 1866    | 1872    | 1876    | 1881    | 1886    | 1891    |
| ------- | ------- | ------- | ------- | ------- | ------- | ------- | ------- | ------- |
| 494 147 | 499 442 | 515 802 | 530 285 | 458 873 | 453 374 | 461 942 | 462 549 | 471 609 |

| 1896    | 1901    | 1906    | 1911    | 1921    | 1926    | 1931    | 1936    | 1946    |
| ------- | ------- | ------- | ------- | ------- | ------- | ------- | ------- | ------- |
| 477 477 | 495 209 | 512 079 | 517 865 | 468 943 | 490 654 | 516 726 | 507 551 | 471 705 |

| 1954    | 1962    | 1968    | 1975    | 1982    | 1990    | 1999    | 2006    | 2011    |
| ------- | ------- | ------- | ------- | ------- | ------- | ------- | ------- | ------- |
| 509 647 | 547 920 | 585 018 | 635 209 | 650 372 | 671 319 | 708 025 | 736 477 | 753 056 |

| 2016    | 2021    | 2022    | - | - | - | - | - | - |
| ------- | ------- | ------- | - | - | - | - | - | - |
| 762 743 | 767 083 | 767 800 | - | - | - | - | - | - |

Le plus grand bassin de population mais aussi d'activité commerciale et industrielle est l'aire urbaine de Mulhouse (composée de Mulhouse intra-muros, sa banlieue et sa couronne périurbaine), c'est la « capitale économique » de la Haute-Alsace, avec 104 924 habitants en 2022  (278 206 dans l'aire urbaine, soit près de 40 % de la population haut-rhinoise).
La ville de Colmar, 67 360 habitants en 2022 (116 000 dans l'aire urbaine) étant la capitale administrative regroupant les services de la préfecture et du conseil départemental.
Le triangle formé par Mulhouse, Guebwiller et Thann présente un pouvoir d'attraction marqué, avec le développement d'implantations commerciales observées surtout dans le nord de l'agglomération, entraînant, d'une part, des réflexes de choix guidés par l'avantage de la proximité de l'emploi et d'autre part, des zones de chalandises de plus en plus vastes, englobant désormais Rouffach traditionnellement tournée vers Colmar qui semble s'allier à Sélestat au sein d'une communauté Centre-Alsace.

### Communes les plus peuplées

Carte des communes du Haut-Rhin de plus de 10000 habitants. On remarque qu'un grand nombre d'entre elles se situent dans la banlieue de Mulhouse.

| Nom                 | Code Insee | Intercommunalité                 | Superficie (km2) | Population (dernière pop. légale) | Densité (hab./km2) | Modifier                                    |
| ------------------- | ---------- | -------------------------------- | ---------------- | --------------------------------- | ------------------ | ------------------------------------------- |
| Mulhouse            | 68224      | CA Mulhouse Alsace Agglomération | 22,18            | 104 924 (2022)                    | 4 731              | modifier les données · modifier les données |
| Colmar              | 68066      | CA Colmar Agglomération          | 66,57            | 67 360 (2022)                     | 1 012              | modifier les données · modifier les données |
| Saint-Louis         | 68297      | CA Saint-Louis Agglomération     | 16,85            | 22 530 (2022)                     | 1 337              | modifier les données · modifier les données |
| Wittenheim          | 68376      | CA Mulhouse Alsace Agglomération | 19,01            | 15 491 (2022)                     | 815                | modifier les données · modifier les données |
| Illzach             | 68154      | CA Mulhouse Alsace Agglomération | 7,50             | 15 115 (2022)                     | 2 015              | modifier les données · modifier les données |
| Rixheim             | 68278      | CA Mulhouse Alsace Agglomération | 19,53            | 14 125 (2022)                     | 723                | modifier les données · modifier les données |
| Kingersheim         | 68166      | CA Mulhouse Alsace Agglomération | 6,69             | 13 265 (2022)                     | 1 983              | modifier les données · modifier les données |
| Riedisheim          | 68271      | CA Mulhouse Alsace Agglomération | 6,96             | 12 154 (2022)                     | 1 746              | modifier les données · modifier les données |
| Cernay              | 68063      | CC de Thann-Cernay               | 18,04            | 11 737 (2022)                     | 651                | modifier les données · modifier les données |
| Guebwiller          | 68112      | CC de la Région de Guebwiller    | 9,68             | 11 090 (2022)                     | 1 146              | modifier les données · modifier les données |
| Wittelsheim         | 68375      | CA Mulhouse Alsace Agglomération | 23,63            | 10 364 (2022)                     | 439                | modifier les données · modifier les données |
| Pfastatt            | 68256      | CA Mulhouse Alsace Agglomération | 5,24             | 10 275 (2022)                     | 1 961              | modifier les données · modifier les données |
| Brunstatt-Didenheim | 68056      | CA Mulhouse Alsace Agglomération | 14,10            | 8 176 (2022)                      | 580                | modifier les données · modifier les données |
| Wintzenheim         | 68374      | CA Colmar Agglomération          | 18,97            | 8 045 (2022)                      | 424                | modifier les données · modifier les données |
| Thann               | 68334      | CC de Thann-Cernay               | 12,51            | 7 769 (2022)                      | 621                | modifier les données · modifier les données |

## Tourisme

### Les résidences secondaires
Selon le recensement général de la population du 1er janvier 2020, 3.4 % des logements disponibles dans le département étaient des résidences secondaires.
Ce tableau indique les principales communes du département du Haut-Rhin dont les résidences secondaires et occasionnelles dépassent 10 % des logements totaux en 2008 :
| Commune              | Population SDC | Nombre de logements | Rés. secondaires | % Rés. secondaires |
| -------------------- | -------------- | ------------------- | ---------------- | ------------------ |
| Muhlbach-sur-Munster | 770            | 571                 | 210              | 36,68 %            |
| Linthal              | 623            | 461                 | 152              | 32,93 %            |
| Soultzeren           | 1 179          | 755                 | 236              | 31,23 %            |
| Metzeral             | 1 099          | 693                 | 183              | 26,41 %            |
| Stosswihr            | 1 407          | 796                 | 178              | 22,36 %            |
| Labaroche            | 2 229          | 1 234               | 208              | 16,86 %            |
| Bergheim             | 1 883          | 1 014               | 162              | 15,99 %            |
| Orbey                | 3 604          | 1 905               | 263              | 13,83 %            |
| Turckheim            | 3 719          | 1 964               | 236              | 12,02 %            |

Sources :
- Source INSEE, chiffres au 1er janvier 2008.

## Culture

### Langue

#### XIXesiècle
Au commencement du XIXe siècle, l'annuaire du département du Haut-Rhin mentionne que l'alsacien est encore l'idiome d'une partie considérable du département. Expliquant que ce dialecte se rapprocherait beaucoup de celui qui est en usage en Suisse. Concernant la partie vosgienne du département, c'est « une espèce de patois Lorrain » qui, à cette époque, y est encore parlé.
Dans les campagnes du Mont-Terrible et de l'arrondissement de Belfort, on se servait d’un « patois » décrit à l'époque comme « composé de mots français, latins et celtiques ; appelé le Romain ».
Le français y était cependant, surtout dans les villes, le « langage ordinaire » des habitants : car depuis la Révolution, l'usage de cette langue s'était davantage répandu dans le Haut-Rhin.
Vers 1831, d'après Achille Pénot, l'étude de la langue française était presque nulle dans la majorité des écoles du département. Car les parents, voire les instituteurs, ne semblaient pas sentir suffisamment l'importance du français.

#### Frontière linguistique
Vers 1868, d'après Georges Stoffel (Cf. bibliographie), la ligne séparant l'alémanique des parlers romans passait par : Réchésy, le Puix, Suarce, Lutran, Valdieu, Reppe, Bréchaumont, Bretten, la Chapelle-sous-Rougemont et suivait le sommet de la montagne qui sépare la vallée de Masevaux de celles de Rougemont et de Giromagny.